# Parole della filosofia
Parole della filosofia, o dell'arte di meditare, pubblicato dall'editore Feltrinelli nell'aprile 2004 e rinominato nelle edizioni successive con leggere variazioni, è un testo di "pratica filosofica" scritto da Salvatore Natoli e rappresenta un esercizio della filosofia attraverso la meditazione su alcune sue grandi parole. Destinato anche a filosofi specialisti, il libro è stato specificamente scritto per fornire ai lettori gli strumenti necessari in modo tale che essi abbiano modo di rielaborare per conto proprio i grandi temi della filosofia.

## Capitolo 3: Intelligenza/pensiero
Natoli parte dal presupposto che ogni pensiero abbia un luogo d'origine e identifica questo luogo, come usanza comune, nel cervello, che lui definisce "la macchina del pensiero". Il pensiero tuttavia rimane sempre estraneo al cervello, in quanto ignora chi l'ha generato ed è possibile pensare al proprio cervello solo attraverso un altro pensiero, esattamente come gli occhi non sono in grado di vedersi autonomamente se non tramite un espediente, quale uno specchio, che permetta a loro di vedersi nel riflesso. Si potrebbe dunque affermare che il “pensare razionalmente” sia un teorico “sesto senso”, il senso più importante, che noi certamente non abbiamo modo di annoverare fra quelli che ci permettono di percepire la realtà perché ci è impossibile un'analisi delle sue sensazioni dal momento che ne è lo stesso creatore ed unico interprete di cui siamo forniti.
Il pensare è un'attività che il nostro cervello compie ininterrottamente nell'arco di una vita ed è un'attività che svolge già dai primi attimi della sua vita. Grazie al contatto con “ciò che è”, ovvero tutto quello che è percettibile dai nostri cinque sensi, “immagazzina” meticolosamente, come se fosse un contenitore da riempire, tutte le caratteristiche percepite di ciò con cui è venuto a contatto (sia realmente che astrattamente), caratteristiche che potranno essere richiamate in futuro attraverso un altro pensiero più complesso.
Un pensiero complesso è costituito di tanti pensieri, che, se letti tutti assieme creano un pensiero unico. Quindi suddetto pensiero non è altro che una serie di pensieri contenuti uno all'interno di un altro. Un esempio di questo pensiero complesso è il linguaggio, dove le parole sono pensieri contenuti all'interno di un unico pensiero più vasto: la frase.
Altro argomento trattato da Natoli è l'immaginazione: la capacità di astrarre. L'immaginazione è sinonimo di fantasia ed è ciò che ci permette di modificare, rimescolare e reinventare personali ricordi, definibili come pensieri di esperienze passate, e creare nuovi mondi e nuove realtà non esistenti. L'immaginazione è la caratteristica di questa coppia posta alla base della filosofia e di tutti i miti sull'origine della creazione della Terra e sulla creazione divina dell'essere umano.
Il capitolo terzo ha conclusione con il paragrafo “Il silenzio”, non da intendersi come il silenzio in sé, ma come silenzio in attesa di una comunicazione. Fra interlocutori esistono delle regole predeterminate per cui ad una particolare comunicazione corrisponde la reazione di chi ascolta. I discorsi si basano su questo principio di scambio di pensieri e di reazioni, che, come si può dedurre da quanto afferma Natoli, sono l'espressione dell'istinto umano del voler conoscere, attraverso il quale confrontiamo e aggiorniamo i nostri pensieri con quelli altrui.

## Capitolo 4: Metafore/teorie
Per giungere all'analisi di cosa sono le metafore e le teorie, argomento del capitolo, Natoli svolge un percorso soffermandosi inizialmente sull'origine delle parole e dei nomi propri, sulle frasi composite di nomi ed aggettivi e sul diverso significato delle parole a seconda dei contesti. Poste le basi della struttura di un qualunque enunciato, prima parte dell'analisi, Natoli compie un processo successivo, l'analisi della metafora: “la metafora risulta dalla sovrapposizione di un termine all'altro – o di un concetto ad altro – e ciò dà luogo ad una deformazione della visione che fa vedere gli oggetti dati come nuovi o addirittura fa apparire nuovi oggetti”. Nella metafora, dunque, le parole possono acquisire non solo un significato differente a seconda del contesto, ma anche in base al soggetto cui sono riferite, sempre che le qualità di questo corrispondano ad un luogo comune noto a tutti. Per esempio dire che “l'uomo è un lupo” potrà evocare caratteristiche di ferocia o di solitudine, in base al significato che si vorrà dare a tale espressione. Le metafore permettono quindi di velare i significati reali di determinate proposizioni. “La metafora non dice una cosa per significarne un'altra”. Ed è quindi grazie alla metafora che la scienza è potuta evolvere, dal momento che la prassi scientifica è basata su un sistema simile alla metafora, in cui le immagini generano concetti e questi, a loro volta, generano immagini.
Non solo dunque le parole possono essere oggetto di metafora, ma anche i segni. Natoli porta ad esempio gli scacchi, che sono metafora della guerra, e la storia stessa che, ricomposta attraverso eventi trascorsi e costituita come temporalità, diviene mito, essendo metafora del presente.

## Capitolo 7: Responsabilità/Alterità
Natoli introduce l'argomento del capitolo traducendo il corrispettivo latino, dell'italiano “responsabilità”, ovvero “rendersi garante di qualcuno o di qualcosa”. Natoli spiega che il “prendersi carico di un altro” è ciò che permette ad ogni uomo di esistere, in quanto cresciuto a qualcuno a suo modo amato. Per Natoli un grande problema che affligge la società occidentale contemporanea è l'omissione di responsabilità dei singoli, in quanto non assumendo responsabilità ci saranno meno probabilità di sentirsi colpevoli. La stessa politica sarebbe diversa se gli uomini fossero responsabili, anche se Natoli contrappone subito ad una visione utopica della politica la realtà per cui esiste la politica, ovvero far coincidere interessi e non disinteresse.
Natoli conclude spiegando che la più grande responsabilità che l'uomo deve accettare è la propria finitezza e la temporalità delle proprie azioni: compiere un'azione avventatamente da parte di un singolo provocherà conseguenze nel suo futuro, esattamente come compiere disastri ecologici da parte di multinazionali, irresponsabili del futuro altrui, può provocare gravi conseguenze per le generazioni future.

## Capitolo 8: Luce/Ombra
Il capitolo è introdotto dalla ricerca dell'origine della parola "luce". La parola "luce" in greco è phaos/phōs la cui radice corrisponde a quella del verbo phainō, che significa "mostrare", "rendere manifesto", mentre in latino "lux" significa "illuminare" e quindi "far vedere". È proprio questa la luce, ciò che permette di vedere, ciò che permette di distinguere le forme, la profondità. Tuttavia della luce siamo coscienti solo quando questa è assente poiché senza di essa non siamo più in grado di vedere. Ed è proprio la luce che rivela e svela, ciò che non è illuminato non ci è dato di conoscere. Natoli durante il suo percorso fa riferimento a Dante e ad alcuni filosofi ed elenca le tipologie di luci esistenti, usate dall'uomo a seconda delle funzioni di cui necessita. Si sofferma dunque sul mito di Prometeo che ruba il fuoco agli dei a vantaggio degli Uomini e viene punito, non per aver messo questi al riparo dalle intemperie e dalle avversità, ma per aver dato loro la convinzione “d'essere capaci d'immortalità”.
La luce è al tempo stesso rivelatrice e oggetto da amministrare, ma non da possedere. L'uomo non è infatti in grado di guardare la luce coi propri occhi senza prima schermarla. Natoli conclude citando le esaltazioni di Berthold Brecht sulle doti del sole e della luce che esso “dona” ogni giorno agli uomini, con l'augurio che questi siano belli e tanti.

## Capitolo 9: Armonia/Discordia
Natoli apre il capitolo dedicato all'armonia con il mito greco sull'origine della dea Armonia, figlia, secondo il mito, di Ares, dio della guerra, e Afrodite, dea dell'amore. Secondo Natoli l'armonia è infatti il risultato della contrapposizione delle due cose. Dove c'è armonia non c'è sentimento di portela perdere, dove manca gli uomini si sentono addirittura in diritto di distruggere un mondo invivibile, infernale. L'armonia, non assoluta, nel mondo c'è, perché sarebbe presuntuoso dire il contrario. La si trova anche nella natura con alcune contraddizioni: “esercita violenza, distrugge quel che crea, ma quel che in essa nasce non accetta di morire”. Natoli cita come capacità dell'uomo di creare armonia l'arte, la cura di bestie selvagge che le porta ad essere docili ed individua la condivisione come armonia che lega gli uomini ad un unico destino. Le città moderne stesse sono esempio di armonia, poiché dove gli spazi sono armonici, l'Uomo è più produttivo e lavora meglio. Natoli conclude portando ad esempio la storia, che, assieme alla vita, dimostra quanto sia facile porre termini ai momenti di armonia a causa della fragilità di questa.